# Limburger

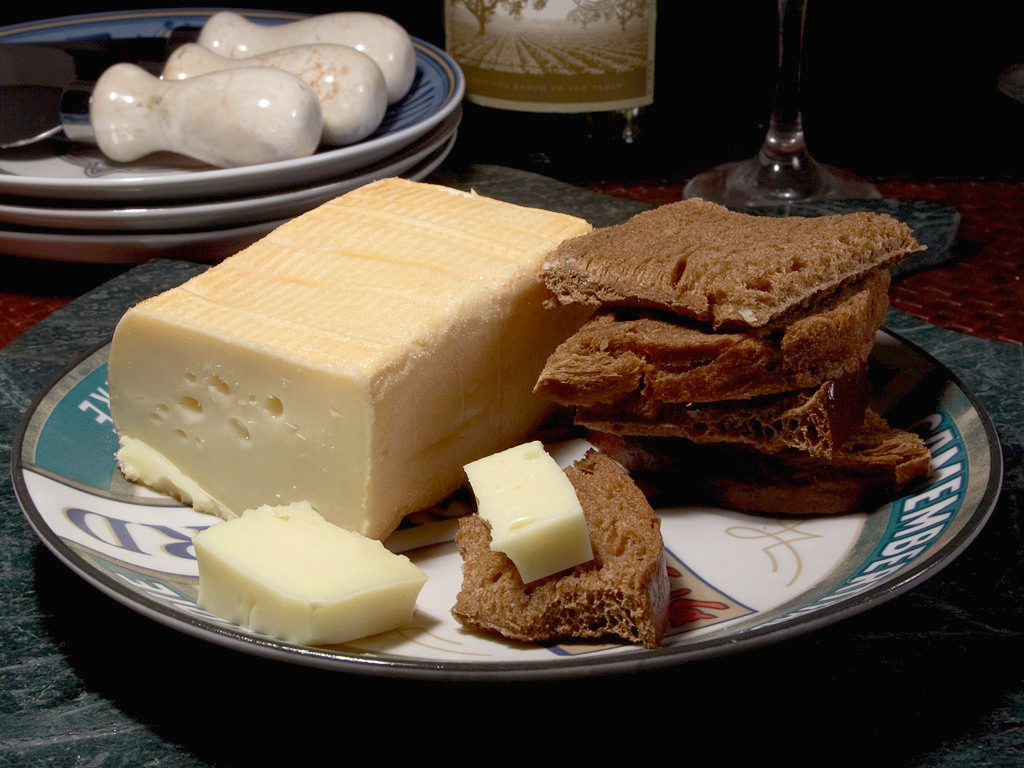
Limburgerost.

Limburger är en tysk, ursprungligen belgisk, halvhård kittost gjord på pastöriserad komjölk. Ostens kittyta kan ha en frän arom, men är tämligen mild inuti.
Ostens starka lukt har givit underlag till en bekant skämtteckning av signaturen OA. I denna beordrar en frustrerad osthandlare, sedan en kräsen kund ratat det övriga utbudet, sitt biträde att "Ta å släpp lös limburgaren".